# Tachyrhynchus stearnsii
Tachyrhynchus stearnsii är en snäckart som beskrevs av Dall 1919. Tachyrhynchus stearnsii ingår i släktet Tachyrhynchus och familjen tornsnäckor. Inga underarter finns listade i Catalogue of Life.